# 警備開発
警備開発株式会社（けいびかいはつ）は、広島県広島市南区にある警備会社である。警備業務を営んでいる。

## 概要
主に交通誘導警備・常駐警備・イベント警備・機械警備・巡回警備を業としている。
広島県呉市、東広島市、滋賀県大津市、東京都武蔵野市に支社、広島県福山市、岡山県倉敷市、山口県山口市、岩国市、三重県桑名市、埼玉県さいたま市に営業所がある。
関連会社として未来アドバンス（広島市南区比治山）がある。

## 業務内容
- 施設警備
- 交通警備
- 機械警備
- 巡回警備
- 保安警備